# Adam Godley
Pour les articles homonymes, voir Godley.

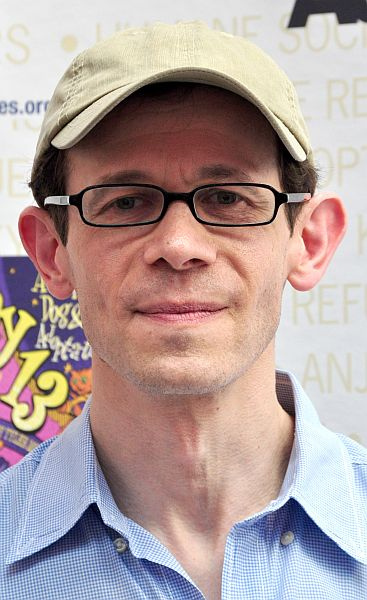
Adam Godley en 2011

Adam Godley, né le 22 juillet 1964 à Amersham, est un acteur britannique qui a été nommé trois fois pour le Laurence Olivier Awards.

## Biographie
Né à Amersham (Buckinghamshire), Adam Godley a commencé sa carrière d'acteur à l'âge de 9 ans dans l'une des productions de la BBC. Il avait 11 ans lorsqu'il a joué pour la première fois sur scène, interprétant le prince Giovanni dans The White Devil au Théâtre Old Vic. Sa carrière comprend également des travaux au Royal National Theatre. Godley a atteint une notoriété nationale après avoir joué dans une adaptation télévisée de Moonfleet en 1984.

## Filmographie

### Cinéma
- 2002 : Plein Gaz : Placido P. Placeedo
- 2003 : Love Actually : Monsieur Trench
- 2004 : Le Tour du monde en quatre-vingts jours : Monsieur Sutton
- 2005 : Charlie et la Chocolaterie : Monsieur Teavee
- 2005 : Nanny McPhee : Monsieur Oliphant
- 2007 : Elizabeth : L'Âge d'or : William Wallsingham
- 2007 : Le Fils de Rambow :  Brethren Leader
- 2008 : X-Files : Régénération : Père Ybarra
- 2011 : Wilde Salomé : Arthur
- 2012 : Battleship : le docteur Nogrady
- 2012 : The Forger : Pinkus
- 2014 : Une merveilleuse histoire du temps : un médecin
- 2016 : Le Bon Gros Géant (The BFG) de Steven Spielberg
- 2016 : Menace sur la Maison Blanche (De Premier) de Erik Van Looy : Le chef de sécurité
- 2018 : Nightmare cinema : Dr.Salvadore

### Télévision

#### Séries télévisées
- 1978 : A Horseman Riding By : Simon Craddock (1 épisode)
- 1979 : Thomas and Sarah : Tomlinson (1 épisode)
- 1979 : Kids : David Gibbons (1 épisode)
- 1984 : Moonfleet : John Trenchard (6 épisodes)
- 1995 : Class Act : Graham (1 épisode)
- 1996 : The Detectives : Dominic Boyle (1 épisode)
- 1991 : The Bill : Nigel Penway  (1 épisode)
- 1998 : Casualty (1 épisode)
- 1998 : The Bill : Duxford  (1 épisode)
- 2000 : Preston Pig (1 épisode)
- 2002 : Meurtres à l'anglaise : Tony Philips  (1 épisode)
- 2006 : Nuremberg: Nazis on Trial : Gustave Gilbert (3 épisodes)
- 2007 : Coming Up : Paul (1 épisode)
- 2008 : Terminator : Les Chroniques de Sarah Connor : un scientifique  (1 épisode)
- 2008 - 2013 : Breaking Bad : Elliott Schwartz (3 épisodes)
- 2008 : Mad Men : Wayne Kirkeby  (1 épisode)
- 2009 : Numb3rs : Jonas (1 épisode)
- 2009 : Merlin : Jonas (2 épisodes)
- 2009 : Dollhouse : Clyde Randolph  (1 épisode)
- 2010 : Private Practice : Henry  (1 épisode)
- 2010  : Miss Marple : Lomax (1 épisode)
- 2010 : Lie to Me : Sandy Baxter  (1 épisode)
- 2011  : Chaos : Jonathan Aldridge (1 épisode)
- 2011 : Jackson Brodie, détective privé : Martin Canning (2 épisodes)
- 2012 : La loi selon Harry : Me Wells  (1 épisode)
- 2012 : The Good Wife : Leland Carlisle (1 épisode)
- 2012 : Suburgatory : Monsieur Jacobs (1 épisode)
- 2013 : Espions de Varsovie : Julius Halbach (2 épisodes)
- 2013  : Elementary : un homme britannique (1 épisode)
- 2013 : Suits : Avocats sur mesure : Nigel Nesbitt (5 épisodes)
- 2012 - 2013  : A Young Doctor's Notebook : un infirmier (8 épisodes)
- 2014  : Perception : Teddy Brennan (1 épisode)
- 2014  : Manhattan : Capitaine Cross (3 épisodes)
- 2014  : Homeland : Jordan Harris (1 épisode)
- 2015  : Powers : Capitaine Cross (10 épisodes)
- 2016 :  The Blacklist : Silas Gouldsberry
- 2017 : Fallet : Tom Brown (8 épisodes)
- Depuis 2019 : Umbrella Academy : Pogo
- 2020 : The Great : Archie

#### Téléfilms
- 1992 : An Ungentlemanly Act : Anton Livermore
- 1993 : Cabaret : Clifford Bradshaw
- 2000 : Cor, Blimey! : Kenneth Williams
- 2001 : Sword of Honour : Apthorpe
- 2003 : Margery and Gladys : Graham Heywood
- 2003 : The Young Visiters : Procurio
- 2004 : Hawking :  Frank Hawking
- 2007 : The Old Curiosity Shop : Sampson Brass
- 2010 : The Special Relationship : Jonathan Powell